# 2008-as rövid pályás úszó-világbajnokság
A 2008-as rövid pályás úszó-világbajnokságot 2008. április 9. és április 13. között rendezték Manchesterben. A vb-n 40 versenyszámban avattak világbajnokot.

## Éremtáblázat
A táblázatban a rendező ország csapata eltérő háttérszínnel, az egyes számoszlopok legmagasabb értéke, vagy értékei vastagítással kiemelve.
| Hely | Nemzet                  | Arany | Ezüst | Bronz | Összesen |
| 1.   | Egyesült Államok        | 10    | 6     | 1     | 17       |
| 2.   | Ausztrália              | 8     | 9     | 2     | 19       |
| 3.   | Hollandia               | 4     | 4     | 1     | 9        |
| 4.   | Zimbabwe                | 4     | 0     | 1     | 5        |
| 5.   | Egyesült Királyság      | 3     | 10    | 11    | 24       |
| 6.   | Oroszország             | 3     | 1     | 5     | 9        |
| 7.   | Ukrajna                 | 2     | 3     | 2     | 7        |
| 8.   | Horvátország            | 2     | 0     | 2     | 4        |
| 9.   | Dél-afrikai Köztársaság | 1     | 1     | 4     | 6        |
| 10.  | Szlovénia               | 1     | 1     | 0     | 2        |
| 11.  | Új-Zéland               | 1     | 0     | 1     | 2        |
| 12.  | Ausztria                | 1     | 0     | 0     | 1        |
| 13.  | Olaszország             | 0     | 2     | 2     | 4        |
| 14.  | Spanyolország           | 0     | 1     | 2     | 3        |
| 15.  | Finnország              | 0     | 1     | 1     | 2        |
| 16.  | Kína                    | 0     | 1     | 0     | 1        |
| 16.  | Románia                 | 0     | 1     | 0     | 1        |
| 18.  | Lengyelország           | 0     | 0     | 2     | 2        |
| 19.  | Görögország             | 0     | 0     | 1     | 1        |
| 19.  | Svédország              | 0     | 0     | 1     | 1        |
|      |                         |       |       |       |          |
|      | Összesen                | 40    | 41    | 39    | 120      |

## Eredmények
- WR - világcsúcs
- ER - Európa-csúcs
- CR - világbajnoki csúcs

### Férfi
| Versenyszám                     | Arany                                                                                            | Arany       | Ezüst                                                                              | Ezüst      | Bronz                                                                                      | Bronz    |
| ------------------------------- | ------------------------------------------------------------------------------------------------ | ----------- | ---------------------------------------------------------------------------------- | ---------- | ------------------------------------------------------------------------------------------ | -------- |
| 50 m-es gyorsúszás              | Duje Draganja · Horvátország                                                                     | 20,81 WR    | Mark Foster · Egyesült Királyság                                                   | 21,31      | Gerhard Zandberg · Dél-afrikai Köztársaság                                                 | 21,33    |
| 100 m-es gyorsúszás             | Nathan Adrian · Egyesült Államok                                                                 | 46,67 CR    | Filippo Magnini · Olaszország                                                      | 46,70      | Duje Draganja · Horvátország                                                               | 46,83    |
| 200 m-es gyorsúszás             | Kenrick Monk · Ausztrália                                                                        | 1:43,46     | Kirk Palmer · Ausztrália                                                           | 1:43,50    | Massimiliano Rosolino · Olaszország                                                        | 1:44,23  |
| 400 m-es gyorsúszás             | Yury Prilukov · Oroszország                                                                      | 3:37,35 ER  | Massimiliano Rosolino · Olaszország                                                | 3:39,60    | Robert Renwick · Egyesült Királyság                                                        | 3:40,22  |
| 1500 m-es gyorsúszás            | Yury Prilukov · Oroszország                                                                      | 14:22,98 CR | David Davies · Egyesült Királyság                                                  | 14:36,30   | Mateusz Sawrymowicz · Lengyelország                                                        | 14:43,37 |
| 50 m-es hátúszás                | Peter Marshall · Egyesült Államok                                                                | 23,49       | Liam Tancock · Egyesült Királyság                                                  | 23,53      | Ashley Delaney · Ausztrália                                                                | 23,57    |
| 100 m-es hátúszás               | Liam Tancock · Egyesült Királyság                                                                | 50,14 ER    | Randall Bal · Egyesült Államok                                                     | 50,42      | Sztanyiszlav Donyec · Oroszország                                                          | 50,53    |
| 200 m-es hátúszás               | Markus Rogan · Ausztria                                                                          | 1:47,84 WR  | Ryan Lochte · Egyesült Államok                                                     | 1:47,91    | Sztanyiszlav Donyec · Oroszország                                                          | 1:50,45  |
| 50 m-es mellúszás               | Oleg Lisogor · Ukrajna                                                                           | 26,46       | Mark Gangloff · Egyesült Államok                                                   | 26,54      | Cameron van der Burgh · Dél-afrikai Köztársaság                                            | 26,67    |
| 100 m-es mellúszás              | Igor Borysik · Ukrajna                                                                           | 57,74 CR    | Cameron van der Burgh · Dél-afrikai Köztársaság                                    | 57,92      | Oleg Lisogor · Ukrajna                                                                     | 58,08    |
| 200 m-es mellúszás              | Kristopher Gilchrist · Egyesült Királyság                                                        | 2:06,18     | Igor Borysik · Ukrajna                                                             | 2:06,21    | William Diering · Dél-afrikai Köztársaság                                                  | 2:06,85  |
| 50 m-es pillangóúszás           | Adam Pine · Ausztrália                                                                           | 22,78       | Sergiy Breus · Ukrajna                                                             | 22,86 ER   | Jevgenyij Korotiskin · Oroszország                                                         | 22,94    |
| 100 m-es pillangóúszás          | Peter Mankoč · Szlovénia                                                                         | 50,04 CR    | Adam Pine · Ausztrália                                                             | 50,54      | Nikolay Skvortsov · Oroszország                                                            | 50,78    |
| 200 m-es pillangóúszás          | Moss Burmester · Új-Zéland                                                                       | 1:51,05 CR  | Nikolay Skvortsov · Oroszország                                                    | 1:51,83    | Paweł Korzeniowski · Lengyelország                                                         | 1:52,25  |
| 100 m-es vegyes úszás           | Ryan Lochte · Egyesült Államok                                                                   | 51,15 WR    | Peter Mankoč · Szlovénia                                                           | 52,21 ER   | Liam Tancock · Egyesült Királyság                                                          | 52,22    |
| 200 m-es vegyes úszás           | Ryan Lochte · Egyesült Államok                                                                   | 1:51,56 WR  | Liam Tancock · Egyesült Királyság                                                  | 1:53,10    | James Goddard · Egyesült Királyság                                                         | 1:55,15  |
| 400 m-es vegyes úszás           | Ryan Lochte · Egyesült Államok                                                                   | 4:03,21     | Robert Margalis · Egyesült Államok                                                 | 4:03,74    | Dinko Jukić · Ausztria                                                                     | 4:06,40  |
| 4 × 100 m-es gyorsúszás váltó   | Egyesült Államok · Ryan Lochte · Bryan Lundquist · Nathan Adrian · Doug Van Wie                  | 3:08,44 WR  | Hollandia · Robert Lijesen · Bas van Velthoven · Mitja Zastrow · Robin van Aggele  | 3:09,18 ER | Svédország · Petter Stymne · Stefan Nystrand · Lars Frölander · Marcus Piehl               | 3:10,04  |
| 4 × 200 m-es gyorsúszás váltó   | Ausztrália · Kirk Palmer · Grant Brits · Nicholas Sprenger · Kenrick Monk                        | 6:55,65 CR  | Egyesült Királyság · Robert Renwick · David Carry · Andrew Hunter · Ross Davenport | 6:56,52 ER | Olaszország · Emiliano Brembilla · Massimiliano Rosolino · Nicola Cassio · Filippo Magnini | 6:58,39  |
| 4 × 100 m-es vegyes úszás váltó | Oroszország · Sztanyiszlav Donyec · Sergey Geybel · Jevgenyij Korotiskin · Alekszandr Szuhorukov | 3:24,29 WR  | Egyesült Államok · Randall Bal · Mark Gangloff · Ryan Lochte · Nathan Adrian       | 3:24,38    | Új-Zéland · Daniel Bell · Glenn Snyders · Corney Swanepoel · Cameron Gibson                | 3:27,15  |